# Marek Prokop
Marek Prokop (* 19. června 1965) je český konzultant a odborník na problematiku SEO.

## Kariéra
V roce 2003 vydal knihu CSS pro webdesignéry, která obsahovala informace o tvorbě webových stránek pomocí kaskádových stylů.
Od roku 1990 vede společnost PROKOP software, která se zabývá internetovým marketingem. Dříve působil v týmu pod značkou Dobrý Web, patřící firmě Internet Info. Roku 2002 založil a tři roky moderoval odbornou konferenci, která je věnována SEO. V létě roku 2005 opustil Dobrý Web a společně s několika dalšími kolegy založil společnou firmu H1.cz.
Dlouhodobě se zabývá psaním vlastního weblogu Sova v síti, který obsahuje řadu poznámek a doporučení věnovaných internetovému marketingu a optimalizaci pro vyhledávače. O vyhledávačích píše své poznámky do webzinu Vyhledávače.info.
Ve volném čase se věnuje fotografování a svým dvěma psům.

### Knihy
- CSS pro webdesignery / Marek Prokop. – Vyd. 2.. – Brno : CP Books, 2005. – 288 s. : il.; 23 cm; ISBN 80-251-0487-7